# CRH380A
CRH380A je kitajski EMU hitri vlak, ki ga je razvilo podjetje China South Locomotive & Rolling Stock Corporation Limited (CSR). Trenutno ga proizvaja CSR Qingdao Sifang Locomotive & Rolling Stock Co., Ltd. CRH380A je nadaljevanje progama CRH2-350, veliko tuje tehnologije so zamenjali s kitajsko in povečali hitrost. Načrtovan je za potovalno hitrost 350 km/h (največ 380 km/h). Na testih so dosegli 416,6 km/h. 
Obstajata dve glavni različici:
- CRH380A ima 8 vagonov, skupna moč motorjev je 9,6 MW, dolžina vlaka je 203 metra, kapaciteta je 494 potnikov
- CRH380AL ima 16 vagonov, skupna moč motorjev je 20,44 MW, dolžina vlaka je 401,4 metrov, kapaciteta je 1066 potnikov

Zgrajenih oz. v fazi gradnje je okrog 49 vlakov CRH380A in 100 vlakov CRH380AL